# Indianhampssläktet
Indianhampssläktet (Apocynum) är ett släkte i familjen oleanderväxter med 11 arter. Två arter förekommer i Nordamerika och resten är från Eurasien. 

### Webbkällor
- Svensk Kulturväxtdatabas
- Flora of China - Apocynum